# Searsia pyroides
Searsia pyroides és una espècie de planta de la família de les Anacardiàcies, nativa del sud d'Àfrica. Aquest arbre es distribueix per tot Sud-àfrica, una part de Botswana, Zimbàbue i Tanzània i algunes àrees de Namíbia prop de Windhoek.
És una espècie molt variable en tots els aspectes, però usualment és espès i sovint és espinós. Es troba a la sabana arbrada d'Àfrica austral, al sec thornveld, a vessants rocoses, monticles de tèrmits, cursos d'aigua i encara als marges dels rius. És fort, tolerant a les gelades i la sequera.
Les fulles són atractives i trifoliades i a vegades té espines llenyoses grans. Les flors són molt petites, grogues i es produeixen a l'estiu. Les flors masculines i femenines apareixen en arbres separats i els arbres femella produeixen fruits petits de 3-4 mm de diàmetre, que es tornen vermells quan maduren L'arbre atrau una gran multitud d'aus i insectes a causa del seu nutritiu fruit i és una addició atractiva per al jardí.